# 토마스 퍼시벌
토마스 퍼시벌(Thomas Percival)은 영국의 의사, 윤리학자이다. 윤리학의 세부 분야인 의료윤리학의 창시자 중 하나로 여겨진다.

## 생애
토마스 퍼시벌은 1740년 9월 29일 잉글랜드 워링턴에서 상인인 조셉 퍼시벌과 마가렛 오레드의 아들로 태어났다. 3살 때 부모를 여의고 누나에게 양육되었다. 그의 삼촌은 맨체스터 지역에서 이름난 의사로 활동하였고, 그의 영향을 받아 워링턴 아카데미를 졸업 후 에딘버러 대학교에서 의학을 전공하였다. 1765년 네덜란드의 레이던 대학교로 유학하였고, 퍼햄 남작 휴 윌로비의 도움으로 런던 왕립학회 회원으로 선출되었다. 1767년에 결혼한 후 맨체스터에 정착하여 의사로 활동하였다. 이 시기에 아들의 교육을 위하여 1775년부터 A Father's Instructions to His Children 3부작을 집필하였고, 제인 오스틴의 호평을 받았다. 1781년 맨체스터 문학·철학협회를 설립하고, 벤자민 프랭클린과 교류하였다.
1784년 로버트 필 제1대 준남작이 운영하던 래드클리프의 방직 공장에 티푸스가 퍼지자, 치안판사의 요구로 역학조사를 실시하였다. 퍼시벌은 조사를 마친 후 작업 환경의 개선을 권고하였고, 구체적으로 청결 유지와 주기적인 환기, 세균 제거를 위한 작업장의 회칠(whitewash)과 작업복의 끓는 물 소독을 제안하였다. 이 결과를 토대로 로버트 필 제1대 준남작은 1802년 《Health and Morals of Apprentices Act 1802》법안을 발의하여 견습생들의 노동시간과 작업 환경의 개선을 규정하였다.
1794년 퍼시벌은 《의료 법률학》(Medical Jurisprudence)을 저술하여 의사가 진료시 지켜야할 원칙들을 서술하였다. 이후 1803년 이를 개정하여 《의료 윤리학》(Medical Ethics)를 출판하였다. 이는 이후 미국의사협회의 의사윤리강령(Code of Medical Ethics)에 큰 영향을 주게 된다.
퍼시벌은 1804년 8월 30일 맨체스터에서 생을 마감한다.

## 같이 보기
- 존 그레고리